# Karsunskij rajon
Il Karsunskij rajon (in russo Карсунский район?) è un rajon dell'Oblast' di Ul'janovsk, nella Russia europea; il suo capoluogo è Karsun.